# Przewłoka (powiat tomaszowski)
Przewłoka – wieś w Polsce położona w województwie lubelskim, w powiecie tomaszowskim, w gminie Jarczów.
| SIMC    | Nazwa | Rodzaj    |
| ------- | ----- | --------- |
| 0890198 | Budy  | część wsi |

W wieku XIX wieś stanowiła atynencję Przeorska, [w:] Słownik geograficzny Królestwa Polskiego, t. IX: Pożajście – Ruksze, Warszawa 1888, s. 173.. 
W latach 1975–1998 miejscowość należała administracyjnie do województwa zamojskiego.
Wieś jest sołectwem w gminie Jarczów. Według Narodowego Spisu Powszechnego z roku 2011 wieś liczyła 189 mieszkańców.
Wierni Kościoła rzymskokatolickiego należą do parafii św. Stanisława w Jarczowie.